# Musfärgad dvärgtyrann
Musfärgad dvärgtyrann (Nesotriccus murinus) är en fågel i familjen tyranner inom ordningen tättingar.

## Utseende och läte
Musfärgad dvärgtyrann är en liten och rätt enfärgad tyrann. Den känns igen på rundat huvud utan antydan till huvudtofs, långt ögonstreck och beigefärgade vingband. Sången består av en sträv drill som först stiger för att sedan plötsligt falla på slutet. 

## Utbredning och systematik
Musfärgad dvärgtyrann delas in i fyra underarter med följande utbredning:
- Nesotriccus incomtus eremonomus – förekommer i stillahavslåglandet i Costa Rica och Panama (från Chiriquí till östra Panama Province)
- Nesotriccus incomtus incomtus – förekommer från Colombia till Venezuela, Guyana (region) och norra Brasilien samt Trinidad
- Nesotriccus murinus wagae – förekommer i tropiska östra Peru, nordvästra Bolivia och västra Amazonområdet i Brasilien
- Nesotriccus murinus murinus – förekommer från södra Bolivia till Paraguay, nordvästra Argentina och sydöstra Brasilien; utbredningsgränsen mot norr oklar, kan förekomma längre norrut i östra Sydamerika

Tumbesdvärgtyrannen har inkluderats i musfärgad dvärgtyrann som den är mycket lik i utseendet, men skiljer i läten.

### Släktestillhörighet
Musfärgad dvärgtyrann placerades tidigare i släktet Phaeomyias. Genetiska studier visar dock att cocosdvärgtyrannen (Nesotriccus ridgwayi) är närbesläktad och bör placeras i samma släkte, där Nesotriccus har prioritet.

## Status och hot
Arten har ett stort utbredningsområde och tros öka i antal. Internationella naturvårdsunionen IUCN listar den därför som livskraftig (LC).